# Quiringh van Brekelenkam

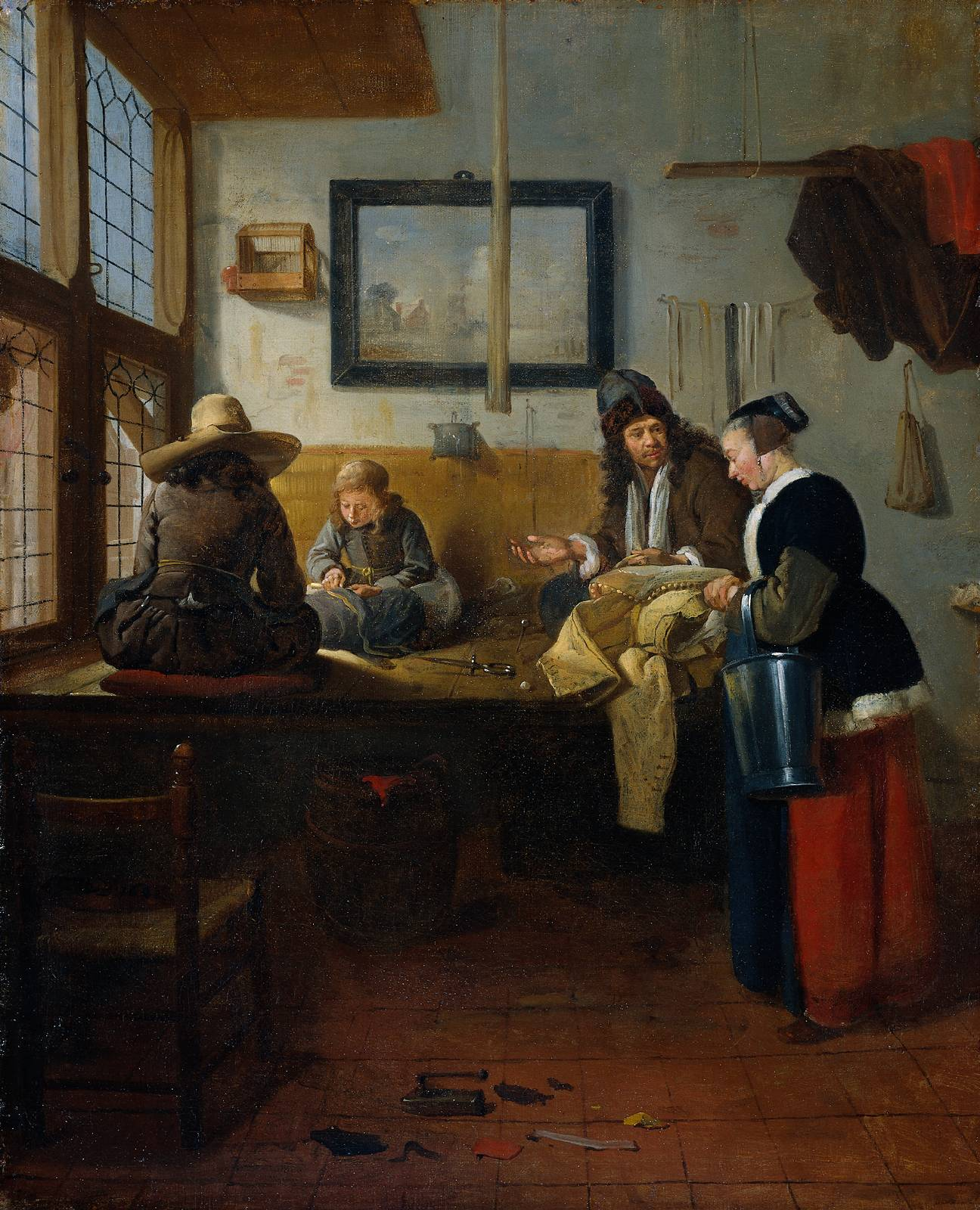
Die Schneiderwerkstatt (1661)

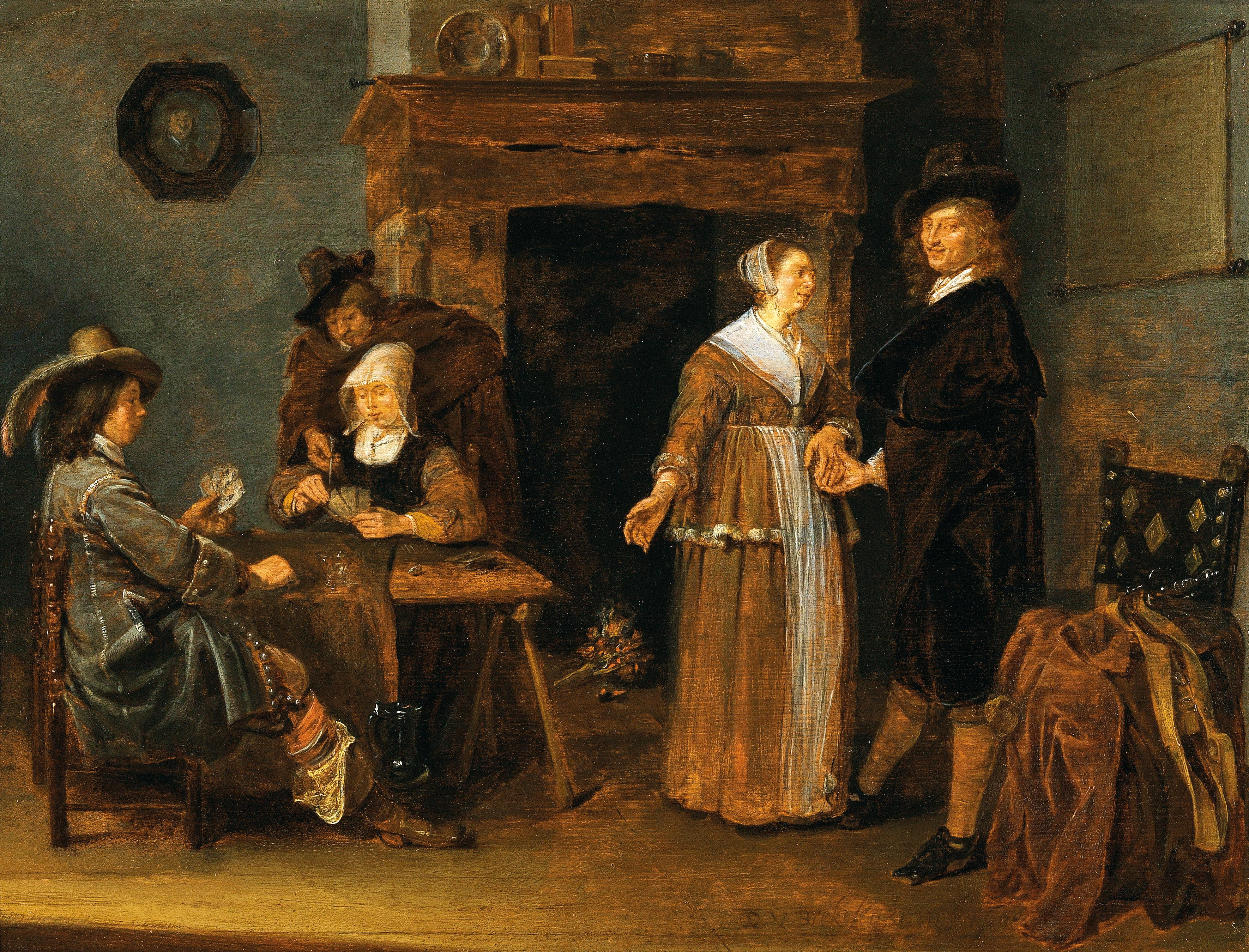
Kartenspielende Gesellschaft (1648)

Quiringh van Brekelenkam (auch Brekelenkamp u. a.; * um 1620 wahrscheinlich in Zwammerdam bei Leiden; † 1668 in Leiden; eigentlich Quiringh Gerritsz[on] van Brekelenkam) war ein holländischer Genremaler.

## Leben
Quiringh Gerritsz van Brekelenkam wurde 1622 geboren. Seine Eltern waren Gerrit Adriaens de Plutter und Magdalena Crijnen, die beide wahrscheinlich katholisch waren. Sein Geburtsort könnte Zwammerdam gewesen sein, ein Dorf in der Nähe von Alphen aan de Rijn, in dem sein Vater als Schneider arbeitete. Der Maler wuchs in einer Umgebung auf, die ihn höchstwahrscheinlich dazu inspirierte, die Arten von Szenen zu malen, auf denen er eine hatte wahres Patent, auf dem sein heutiger Ruhm beruht: die Schneider- und Schusterläden, von denen er zwischen 1653 und 1664 etwa fünfundzwanzig Varianten herstellte. Brekelenkam hat möglicherweise seine künstlerische Ausbildung in Leiden erhalten. Laut einem anonymen Biographen aus dem 18. Jahrhundert war er „een discipel van Dou“ (ein Schüler von [Gerrit] Dou). Da die Ähnlichkeit mit dessen Werk jedoch nur oberflächlich ist, ist jetzt eine Lehre bei Dou (1613–75) ernsthaft angezweifelt. Dennoch weist eine zuvor übersehene Unterschrift auf einem Dokument auf eine enge Verbindung mit diesem Leidener Meister hin.
Als Dou seine Eltern am 16. Februar 1646 begleitete, um ihr Testament vor einem Notar auszuarbeiten, gesellte sich Van Brekelenkam zu ihnen, der das Dokument „Quiringh Gerritsz van Breeckelenkam, Schilder“ (Quiringh Gerritsz van Brekelenkam, Maler) unterzeichnete .Van Brekelenkam trat im Februar 1648 in die neu gegründete Lukasgilde ein, aus der auch seine zwei frühesten datierte Gemälde stammen. Darüber hinaus heirateten Van Brekelenkam und Maria Jansdr Charle im April 1648 in der katholischen Kirche von Rijnsaterwoude. Quiringh und Maria hatte sechs Kinder, die alle in der geheimen katholischen Kirche im Bakkersteeg getauft wurden. Die Taufe von Van Brekelenkams erstem Kind, Magdalena, am 9. April 1649 wurde von Johannes van Oudenrogge (1621 / 22–53), einem anderen katholischen Maler, bezeugt. Van Oudenrogge hatte einen Monat zuvor in Leiden Van Brekelenkams Schwester Aeltje geheiratet. 1651 zog das Ehepaar nach Haarlem, wo Aeltje nach dem Tod von Van Oudenrogge im Jahr 1653 eine Lackiererei betrieb. Der Tod besuchte auch das Haus von Quiringh van Brekelenkam, der Maria im August 1655 kurz nach der Taufe in der Pieterskerk in Leiden beerdigte.
Nur ein Jahr später, am 24. September 1656, nahm Van Brekelenkam eine zweite Frau, Elisabeth de Beaumont, Witwe von Willem Simons Romeijn und wahrscheinlich die Tochter eines Schuster. Von 1657 bis 1668 hatte das Paar mindestens drei Kinder, die wie ihre Halbbrüder und Schwestern vor ihnen alle als Katholiken in der Geheimkirche im Bakkersteeg getauft wurden. Nach Angaben einiger seiner Biographen erwarb Van Brekelenkam um 1656 vom Stadtrat eine Lizenz zum Verkauf von Bier und Brandy. Angelika Lasius bietet jedoch eine plausible Erklärung dafür, dass diese Anfrage auf einem Missverständnis beruht und darüber hinaus kein Dokument gefunden wurde, das eine Alkoholgenehmigung bestätigt. Zwei Gerichtsverfahren im Jahr 1660 über überfällige Schulden deuten jedoch darauf hin, dass der Künstler finanzielle Probleme hatte Die Beträge sind nicht hoch. Trotzdem scheint es ihm nicht gut gegangen zu sein. Laut dem oben erwähnten anonymen Biographen des 18. Jahrhunderts, der sicher war, dass Dou Van Brekelenkams Lehrer gewesen war, „hatte [Van Brekelenkam] eine schwierige Situation zu Hause mit Kindern und ein äußerst strenges Leben, was ihn dazu brachte, viele Gemälde zu produzieren um etwas Geld zu verdienen. Was bei verschiedenen Malern aus der Schule von Dou bedauerlicherweise vorkam, ist, dass es zu ihrer Zeit so viele hochtalentierte Künstler gab, die mit ihrem Meister [Dou], Frans van Mieris und anderen vergleichbar waren, dass sie ignoriert wurden. Nicht weniger als fünfundfünfzig Gemälde von Van Brekelenkam sind in zwanzig Dokumenten aufgeführt. Es ist bemerkenswert, dass zwei Personen sogar eine bemerkenswerte Anzahl von Werken von ihm besaßen: Der katholische Kaufmann Hendrick Bugge van Ring hatte achtzehn Gemälde und der Wirt Pieter van Grient hatte sicherlich elf, möglicherweise sogar so viele wie sechzehn Werke.“
Das genaue Datum von Van Brekelenkams Tod ist unbekannt. Er zahlte seinen Beitrag 1667 zum letzten Mal an die Lukasgilde. Sein jüngstes Kind wurde ein Jahr später, am 29. Mai 1668, getauft, und einige datierte Gemälde von ihm sind aus demselben Jahr bekannt. Es wurden keine weiteren Spuren des Künstlers gefunden, und es wird angenommen, dass er kurz nach 1668 gestorben ist.
Er hat eine große Anzahl von Sittenbildern aus dem Volksleben gemalt, von denen sich etwa 170 erhalten haben.

## Werke (Auswahl)
- Aachen, Suermondt-Ludwig-Museum
  - Die Fischverkäuferin.
  - Der Antrag.
- Amsterdam, Rijksmuseum
  - Die Mausefalle. 1660
  - Die Schneiderwerkstatt. 1661
  - Die vertrauliche Unterhaltung. 1661
  - Interieur mit Fischer und Mann am Spinnrad. 1663
  - Interieur mit zwei Männern vor einem Kamin. 1664
  - Eine Mutter füttert ihr Kind.
  - Interieur mit Frau und lesendem Mann (Der Vorleser).
  - Der Mieter und sein Pächter. (zugeschrieben)
- Baden-Baden, Privatsammlung
  - Kartenspielende Gesellschaft. 1648
- Berlin, Gemäldegalerie
  - Stillleben mit Fischen und Austern. 1660
  - Die Obsthändlerin. 1661
  - Junge Frau am Spinnrad. 1667
- Berlin, Privatsammlung
  - Die Fischverkäuferin. 1665
- Bonn, Rheinisches Landesmuseum
  - Die Schneiderwerkstatt. um 1653 – 1661
  - Der Wanderschulmeister. 1666
- Braunschweig, Herzog Anton Ulrich-Museum
  - Frau, ein kleines Mädchen fütternd. um 1660
  - Karten spielendes Pärchen. 1662
  - Die Fischhändlerin. 1664
  - Ein alter Mann mit Fischen.
  - Eine alte Frau mit Gemüse.
- Budapest, Szépművészeti Múzeum
  - Die Spinnerin. 1669
  - Frau und Mann beim Weintrinken. (zugeschrieben)
- Den Haag, Museum Bredius
  - Der heilige Hyazinth.
- Detroit, Institute of Arts
  - Der Gemüsestand. um 1665
- Dresden, Gemäldegalerie Alte Meister
  - Der Wochenbesuch.
- Durham, The Bowes Museum
  - Die Früchtehändlerin.
- Genf, Musée d’Art et d’Histoire
  - Bauernküche. 1659
- Karlsruhe, Staatliche Kunsthalle
  - Küchenstilleben. 1660
  - Kücheninterieur mit Orangenverkäufer.
  - Sitzende Frau mit Samtjacke bei der Näharbeit.
- Kassel, Gemäldegalerie Alte Meister
  - Das Tischgebet. um 1655
- Köln, Wallraf-Richartz-Museum
  - Lesende alte Frau. 1652
  - Der Fischer. um 1660 – 1665
  - Fischverkäuferin. 1665
- Leiden, Stedelijk Museum De Lakenhal
  - Betender Mönch. 1656
- Leipzig, Museum der bildenden Künste
  - Alter Mann mit Buch. 1663
  - Die Fischhändlerin. 1666
- London, Dulwich Picture Gallery
  - Alte essende Frau. (zugeschrieben)
- London, National Gallery
  - Beim Lesen eingeschlafene ältere Frau. um 1648
  - Interieur mit einem Mann und einer Frau am Kamin sitzend. 1653
  - Die Schneiderwerkstatt. um 1655–1661
- Mainz, Landesmuseum
  - Betender Einsiedler. um 1654–1657
  - Betender Einsiedler. 1657
  - Die Fischverkäuferin. 1665
- Manchester, Manchester Art Gallery
  - Interieur mit Frau beim Fische auswählend. 1664
  - Familie am Küchenfeuer sitzend.
- New York, Metropolitan Museum of Art
  - Die Spinnerin. 1653
  - Sentimentale Unterhaltung.
- New York, The Leiden Collection
  - Fisherman and His Wife in an Interior. 1657
- Oberlin, Allen Memorial Art Museum
  - Interieur mit Mutter und Kind. um 1660
- Pasadena, Norton Simon Museum
  - Die Schusterwerkstatt. um 1660
- Philadelphia, Museum of Art
  - Spinnender Mann und Karotten schälende Frau. um 1653/54
- Potsdam, Park Sanssouci – Bildergalerie
  - Ein Einsiedler in seiner Klause.
- Riga, Museum für ausländische Kunst
  - Der Krankenbesuch. 1667
- San Francisco, Fine Arts Museum
  - Bildnis einer Frau.
- Schwerin, Staatliches Museum
  - Der Eremit. 1661
  - Schuhmacher in seiner Werkstatt.
- Tübingen, Sammlung Christoph Müller
  - Interieur mit älterem Ehepaar bei der Mahlzeit. um 1650–1660
- Worcester, Art Museum
  - Die Schneiderwerkstatt. um 1653–1655
- Worms, Heylshof
  - Der Fischkauf.